# Elsa Olenius
Elsa Viktoria Olenius född Söderström 30 september 1896 i Bollnäs församling i Gävleborgs län, död 25 augusti 1984 i Danderyds församling i Stockholms län, var en svensk bibliotekarie, dramapedagog och författare.
Elsa Olenius var en betydelsefull pionjär inom både barnbiblioteksverksamhet och teater med barn. Under 1940-talet startade hon Barnens egen teater, som sedan blev Vår teater. 
Hon satt även med i juryn i Rabén och Sjögrens manustävling där Astrid Lindgrens första bok Britt-Mari lättar sitt hjärta vann andra pris.

## Biografi

### Uppväxt och studier
Elsa Olenius föddes 1896 i Bollnäs. Hon var enda barnet till postkontrollören Otto Söderström och Blenda Johnson. Båda hennes föräldrar var intresserade av teater och fadern var även amatörmusiker. När familjen flyttade till Örebro kom Elsa Olenius som barn i kontakt med teater. Senare spelade hon på gymnasieteatern och därefter på studentteatern i Uppsala, där hon som 17-åring tog studentexamen vid Uppsala privatgymnasium 1914.
År 1919 gifte hon sig med tullöverinspektören Nils Edvin Olenius (född 11 maj 1893 i Vitsand i Värmland, död 19 december 1964 på Lidingö).
Mellan 1925 och 1927 var Elsa Olenius elev vid Stockholms barn- och ungdomsbibliotek och blev 16 december 1927 anställd vid Stockholms stadsbiblioteks andra filial på Hornsgatan på Södermalm.

### Yrkesliv

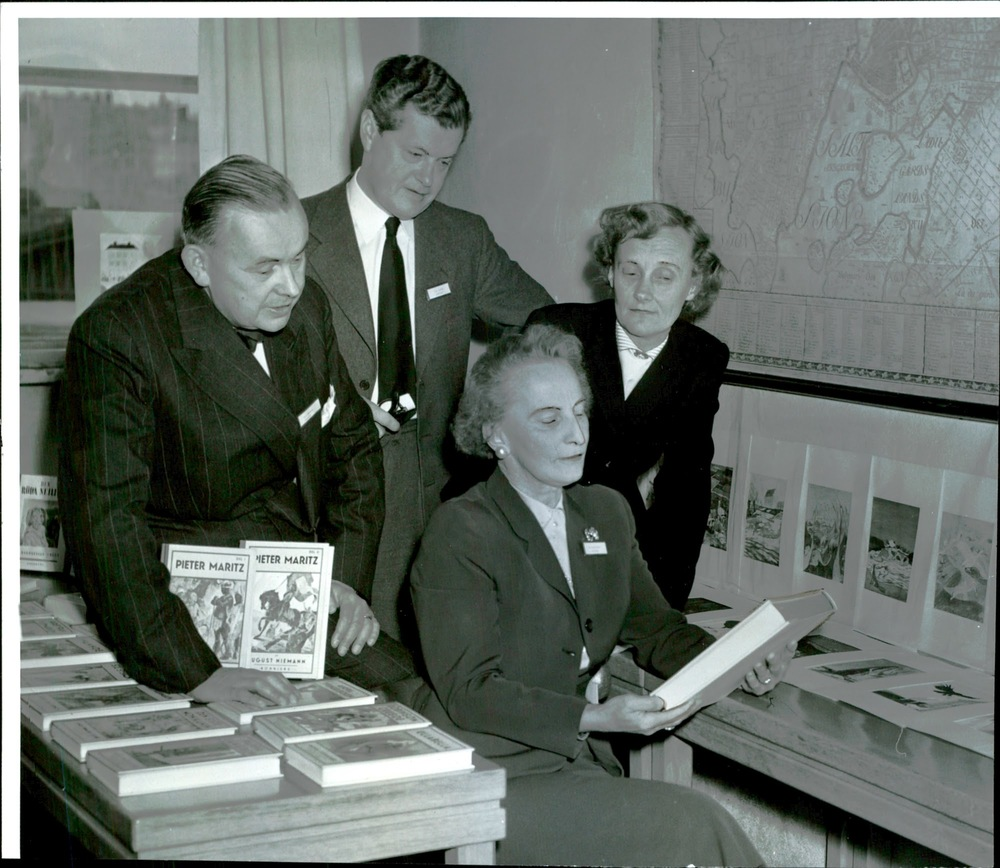
Bokhandlare Nils Sandberg, direktör Torsten Måtte Schmidt, bibliotekarie Elsa Olenius och författarinnan Astrid Lindgren i samband med en kurs på Medborgarhuset i Stockholm.

Som barnbibliotekarie på Hornsgatans bibliotek började Elsa Olenius hålla sagostunder för barn, och under 1930-talet påbörjade hon sin barnteaterverksamhet, där barnen fick medverka aktivt genom dramalek och pantominer.
Med stöd av det socialdemokratiska kulturborgarrådet Oscar Larsson kunde Elsa Olenius år 1942 överta en lokal i Medborgarhuset, där Ingmar Bergman tidigare hade regisserat pjäser för både barn och vuxna. Där började Olenius med öppet hus för Södermalms barn på lördagarna. Då fick barn mellan 7 och 16 år prova på pantomimteater och att improvisera till musik, som en fortsättning och utbyggnad av sagostunderna. Det kallades först Barnens egen teater, och sedan Vår teater från år 1955 då barnteaterverksamheten blev en egen institution inom Barnavårdsnämnden och fick nya filialer i Stockholms förorter. Elsa Olenius genomförde då en teaterledarkurs för att förse dem med utbildade teaterledare. Hon gav även ut flera samlingar med pjäser, som skulle spelas av barn, med syfte att främja deras personlighet och utveckling.
1958 fick Elsa Olenius den första barnteaterkonsulenttjänsten som inrättades i Sverige.

## Priser och utmärkelser
- Expressens Heffaklump 1979
- Gulliver-priset 1981
- Vingpennan från Litteraturfrämjandet 1981
- Bengt Hjelmqvists pris 1984